# Wasserschloss Honhardt

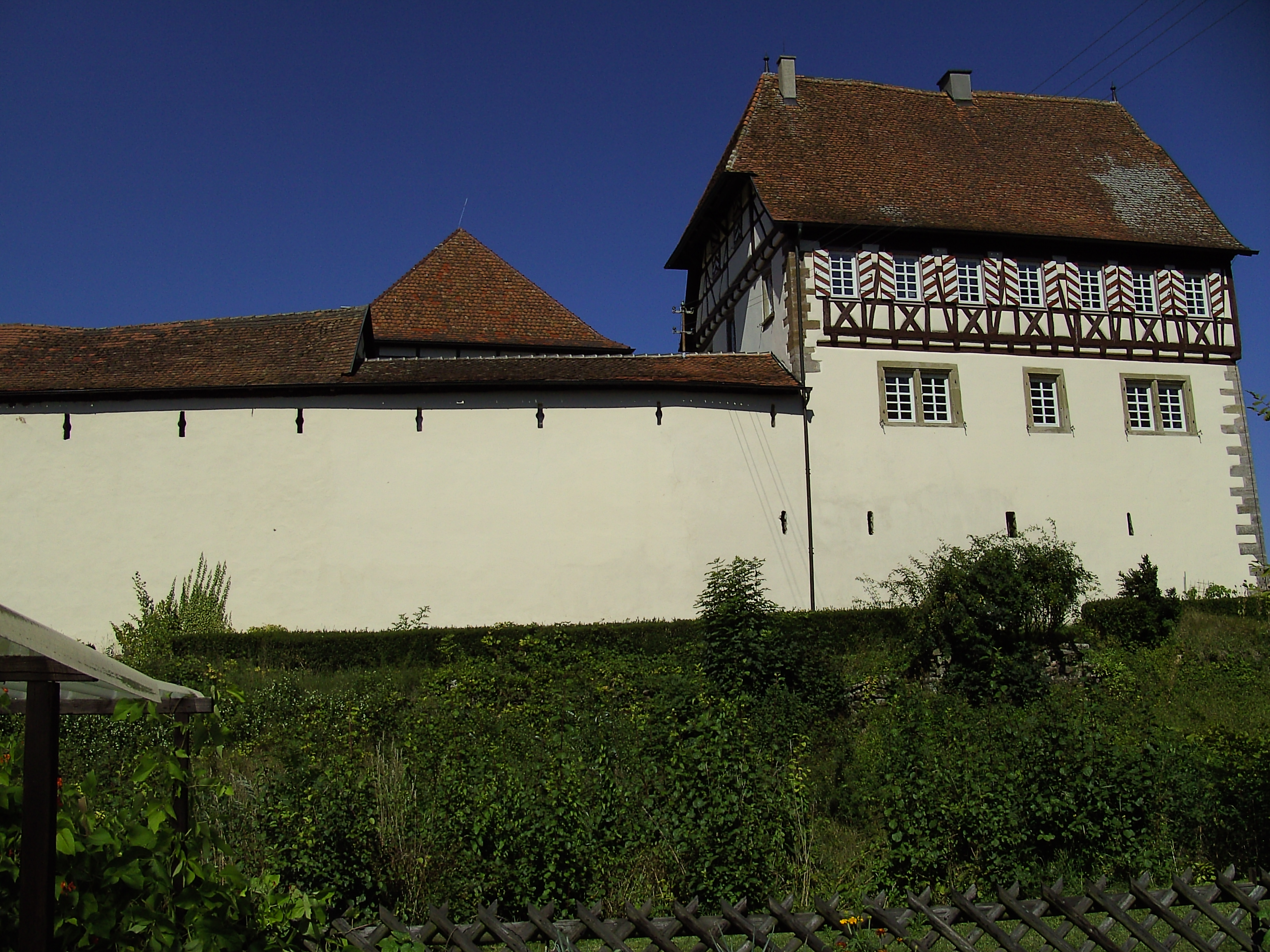
Wasserschloss Honhardt

Das Schloss Honhardt (auch Wasserschloss Honhardt oder Feste Honhardt genannt) ist ein auf einem gewachsenen Felsen erbautes ehemaliges Wasserschloss in Honhardt. Es steht in der Ortsmitte des Dorfes Honhardt, früher Sitz einer selbständigen Gemeinde, heute ein Teilort der Gemeinde Frankenhardt in der Region Hohenlohe im Landkreis Schwäbisch Hall in Baden-Württemberg.
Die geschlossene Wehranlage mit Wehrgang wurde nach der Zerstörung durch die Reichsstadt Hall im Jahre 1444, später durch diese wiedererrichtet. Der älteste Teil, der Bergfried, wird auf das 11. Jahrhundert datiert.

## Geschichte

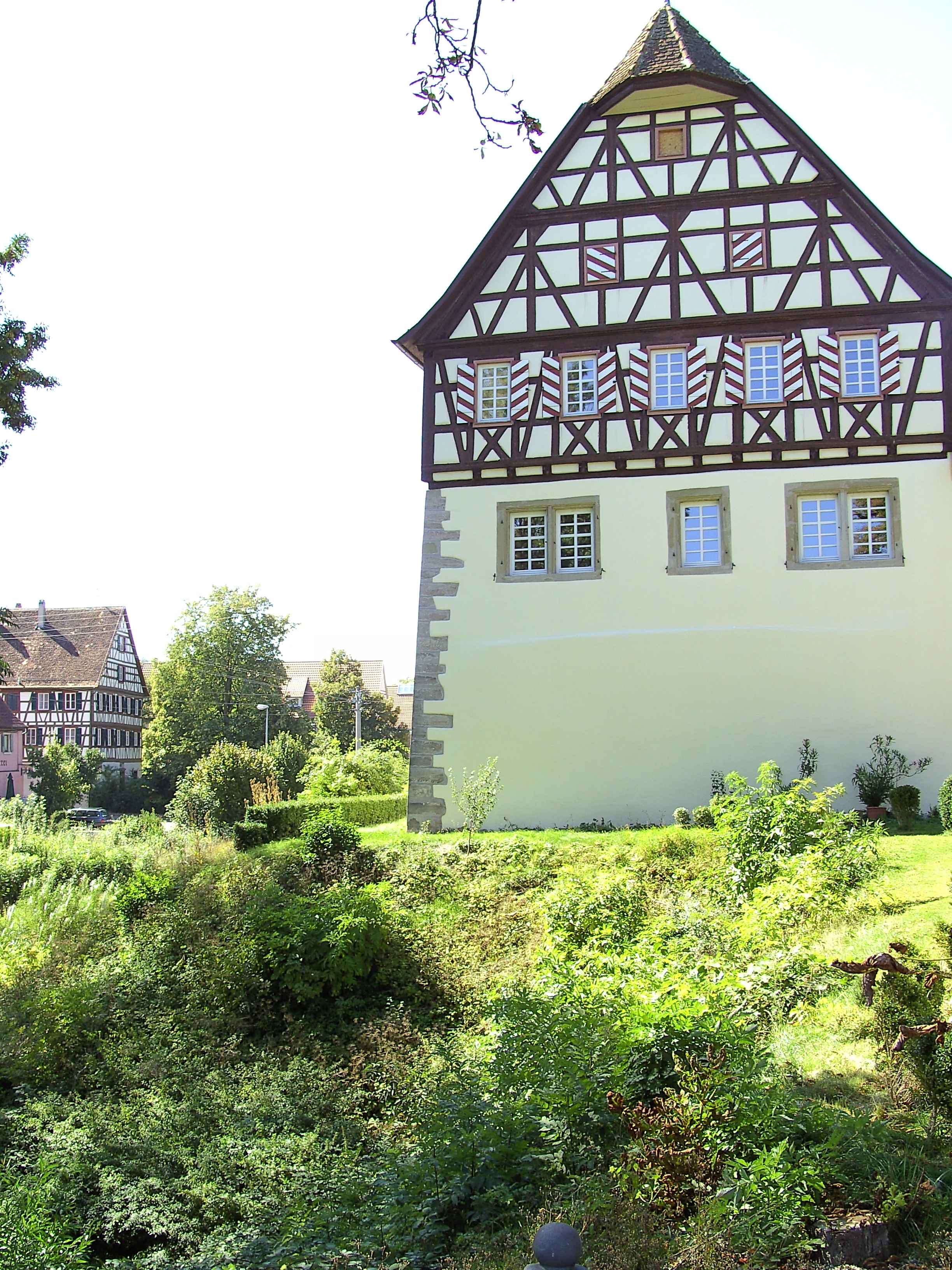
Das Wasserschloss Honhardt

Als Entstehungszeit des Ortes wird das 8. Jahrhundert angenommen.
Eine erste schriftliche Erwähnung von Honhardt findet sich in einer Urkunde des Kaisers Heinrich II., aus dem Jahre 1024.
Die erste Vorgängeranlage der späteren Burg, aus der dann im 15. Jahrhundert das heutige Schloss hervorging, dürfte ebenfalls in dieser Zeit entstanden sein. Die Anlage bestand anfangs nur aus dem erhaltenen Bergfried, einem Wohnturm, lediglich umgeben von einem Palisadenzaun. In der Folgezeit wurde die Befestigung durch den Bau eines Haupthauses, dem Errichten einer Ringmauer mit Wehrgang, dem Anlegen eines Wassergrabens mit Vorwall und Anbringung einer Zugbrücke zu einer Burg ausgebaut.
Honhardt war zur anfangs neben Crailsheim einer der beiden Hauptorte der Herrschaft Lohr.
Um 1300 ging es für einige Jahre in den Besitz der Grafen von Oettingen über, wurde aber schon 1314 hohenlohisch.
Im 14. Jahrhundert war die Burg Mittelpunkt des hohenlohischen Amtes Honhardt und blieb bis Ende des Jahrhunderts im Besitz des Hauses Hohenlohe. Zur selben Zeit hatten jedoch auch die Grafen von Flügelau Besitzanteile an der Gemarkung Honhardt. Die Burgmannen waren vom 13. bis zum 15. Jahrhundert ein niederadliges Ministerialengeschlecht, das sich Herren von Honhardt nannte und Lehensleute der Grafen von Flügelau und dann der von Hohenlohe waren.
1398 verkaufte Ulrich von Hohenlohe die Lehenshoheit über Honhardt an Brandenburg-Ansbach und den Ort selbst an die drei Reichsstädte Hall, Dinkelsbühl und Rothenburg.
1399 ging der Ortsbesitz vollständig an die Stadt Hall über, die aber ihrerseits den Besitz an zwei ihrer stadtansässigen Patrizierfamilien übertrug.
1413 verkauften diese Honhardt mitsamt der Burg an die Herren von Bebenburg, Dienstmannen des Markgrafen von Ansbach.
Die Burg war damit wieder aus dem Herrschaftsbereich der Reichsstadt Hall herausgelöst.
1444 im Verlauf der Bebenburger Fehde, einem Krieg der Reichsstädte gegen die umliegenden Adelsherrschaften, eroberten hällische Truppen die Feste Honhardt und die Burg wurde niedergebrannt und zerstört. Nach einer Klage des Hauses Bebenburg und des ansbachischen Markgrafen gegen Hall kam es 1446 zu einem gerichtlichen Vergleich, in dessen Folge die Stadt den Bebenburgern das Amt Honhardt mitsamt der zerstörten Burg nachträglich gegen Bezahlung einer hohen Entschädigung abkaufte.
Im selben Jahr noch übereignete Hall die Herrschaft über Honhardt an das Haller Spital.
Dieses ließ an Stelle der früheren Burg in der zweiten Hälfte des 15. Jahrhunderts einen schlossähnlichen Wohnbau errichten und nutzte diesen als Spitalamt und Sitz des hällischen Amtes Honhardt.
1677 ließ Hall das Schloss mit Palisaden bewehren und die Befestigungsanlagen erneuern.
1700 wurde  das heutige Haupthaus des Schlosses neu erbaut. Im Gebälk in der Halle, am gotischen Kamin im ersten Obergeschoss und am Eckstein auf der Südseite finden sich die entsprechenden Jahreszahlen.
Um 1730 wurde eine kunstvolle Stuckdecke in der Beletage im zweiten Obergeschoss fertiggestellt. In deren Mitte ist eine Taube als Symbol für den Heiligen Geist, den Namenspatron des Spitals, zu sehen.
Anfang des 19. Jahrhunderts ging mit dem Ende der Reichsstadt Hall das Schloss im Jahr 1803 in württembergischen Staatsbesitz über und wurde für einige Jahre als Amtssitz des württembergischen Oberamtes Honhardt genutzt, bis dieses im 1810 gegründeten Oberamt Crailsheim aufging.
1815 wurde das Schloss an bürgerliche Erwerber verkauft. Bis 1980 wurde die Anlage und ihre Nebengebäude als bäuerliches Anwesen mit Viehhaltung, Ställen und Scheunen genutzt.
1981 wurde die Anlage historisch getreu renoviert.
Die Architektenkammer Baden-Württemberg vergab dafür einen Preis für "beispielhaftes Bauen".

## Beschreibung
Das Anwesen besteht aus dem Haupthaus, einem Nebenflügel, dem rundumlaufenden Wehrgang, einem geschlossenen Innenhof und dem hochmittelalterlichen Bergfried.

## Heutige Nutzung
Im Jahre 2009 wurde das Schloss von einem Kunsthändler erworben und rekonstruiert. Bei dieser Sanierung wurden auch alte Bausünden aus früheren Nutzungen konsequent entfernt. Heute beherbergt das Schloss die private Waffensammlung und Verkaufsräume des Kunsthändlers. Das Schloss ist der Öffentlichkeit nicht zugänglich.